# Limnoscelis
Limnoscelis ('moerasvoet') is een geslacht van grote uitgestorven diadectomorfe tetrapoden uit het Laat-Carboon in het westen van Noord-Amerika. Het omvat twee soorten: de typesoort Limnoscelis paludis uit New Mexico en Limnoscelis dynatis uit Colorado, waarvan wordt aangenomen dat ze gelijktijdig hebben geleefd. Er zijn geen exemplaren van Limnoscelis bekend van buiten Noord-Amerika. Limnoscelis was carnivoor en waarschijnlijk semi-aquatisch, hoewel het een aanzienlijk deel van zijn leven op het land heeft doorgebracht. Limnoscelis had een combinatie van afgeleide kenmerken voor 'amfibieën' en basale kenmerken voor 'reptielen' en de plaatsing ervan ten opzichte van Amniota heeft belangrijke implicaties voor de oorsprong van deze groep.

## Ontdekking en naamgeving

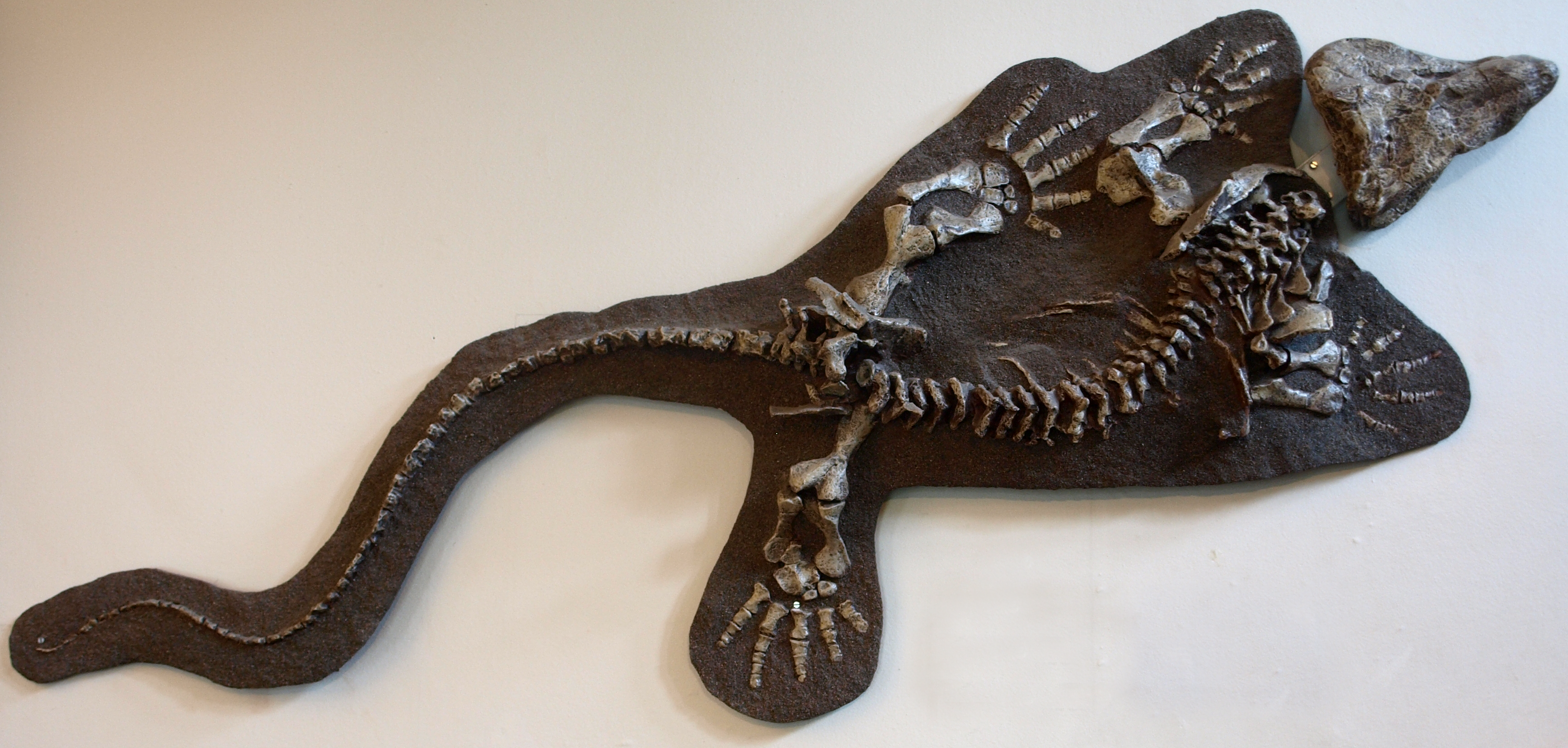
Een afgietsel van het holotype

De typesoort Limnoscelis paludis werd tussen 1877 en 1880 verzameld door de fossielenjager David Baldwin uit de El Cobre Canyon-bedden van de Cutler-formatie, New Mexico. Baldwin verzamelde fossielen in dienst van de paleontoloog Othniel Charles Marsh tijdens de legendarische Bone Wars. Hoewel Marsh verschillende exemplaren uit de collecties van Baldwin zou beschrijven, zouden veel fossielen, waaronder Limnoscelis paludis, tientallen jaren zonder beschrijving worden gedeponeerd in het Peabody Museum of Natural History aan het Yale College.
Limnoscelis paludis werd uiteindelijk in 1911 beschreven door de paleontoloog Samuel Wendell Williston, die drie exemplaren van het geslacht ontdekte in de collecties van het Yale Peabody Museum. Deze omvatten een relatief compleet in verband liggend exemplaar met de schedel (het holotype YPM 811) en twee minder complete postcraniale skeletten (MCZ 1947 en MCZ 1948, voorheen respectievelijk YPM 819 en YPM 809). Williston noemde het fossiel Limnoscelis paludis, 'moerasscheenbeen uit het moeras', verwijzend naar de moerasachtige omgeving waarvan hij veronderstelde dat Limnoscelis die zou hebben bewoond. In 1912 meldde Williston de ontdekking van een extra exemplaar, door hemzelf verzameld op dezelfde plaats als de vorige exemplaren.
Meer Limnoscelis-fossielen werden tussen 1966 en 1973 verzameld door de paleontoloog Peter P. Vaughn van de Sangre de Cristo-formatie in Colorado, die pas later zou worden toegewezen aan de soort Limnoscelis dynatis. Vaughn herkende deze materialen namelijk aanvankelijk niet als behorend tot Limnoscelis, maar schreef verschillende fossiele elementen meer in het algemeen toe aan de Rhachitomi of de Anthracosauria. De aanwezigheid van Limnoscelis op de vindplaats werd uiteindelijk erkend bij het verzamelen van meer fossielen van het geslacht. Deze fossielen, met name het holotype, werden in verschillende publicaties genoemd als vertegenwoordigers van het geslacht Limnoscelis. De fossielen zelf werden echter niet als hun eigen soort herkend totdat de paleontologen David S. Berman en Stuart S. Sumida de fossielen in 1990 beschreven. Ze noemden de nieuwe soort Limnoscelis dynatis, waarbij de soortaanduiding 'dynatis' is afgeleid van het Griekse dynatos dat 'sterk' of 'krachtig' betekent, verwijzend naar de status van het geslacht als een formidabel roofdier. Het materiaal bestaat drie niet in verband liggende exemplaren: het holotype CM 47653 en de paratypen CM 47651 en CM 47652.

## Beschrijving
Het skelet van Limnoscelis is relatief groot, met Limnoscelis paludis ongeveer twee meter lang. Delen van het skelet zijn slecht verbeend, met veel kraakbeenachtige elementen.

### Schedel en tanden

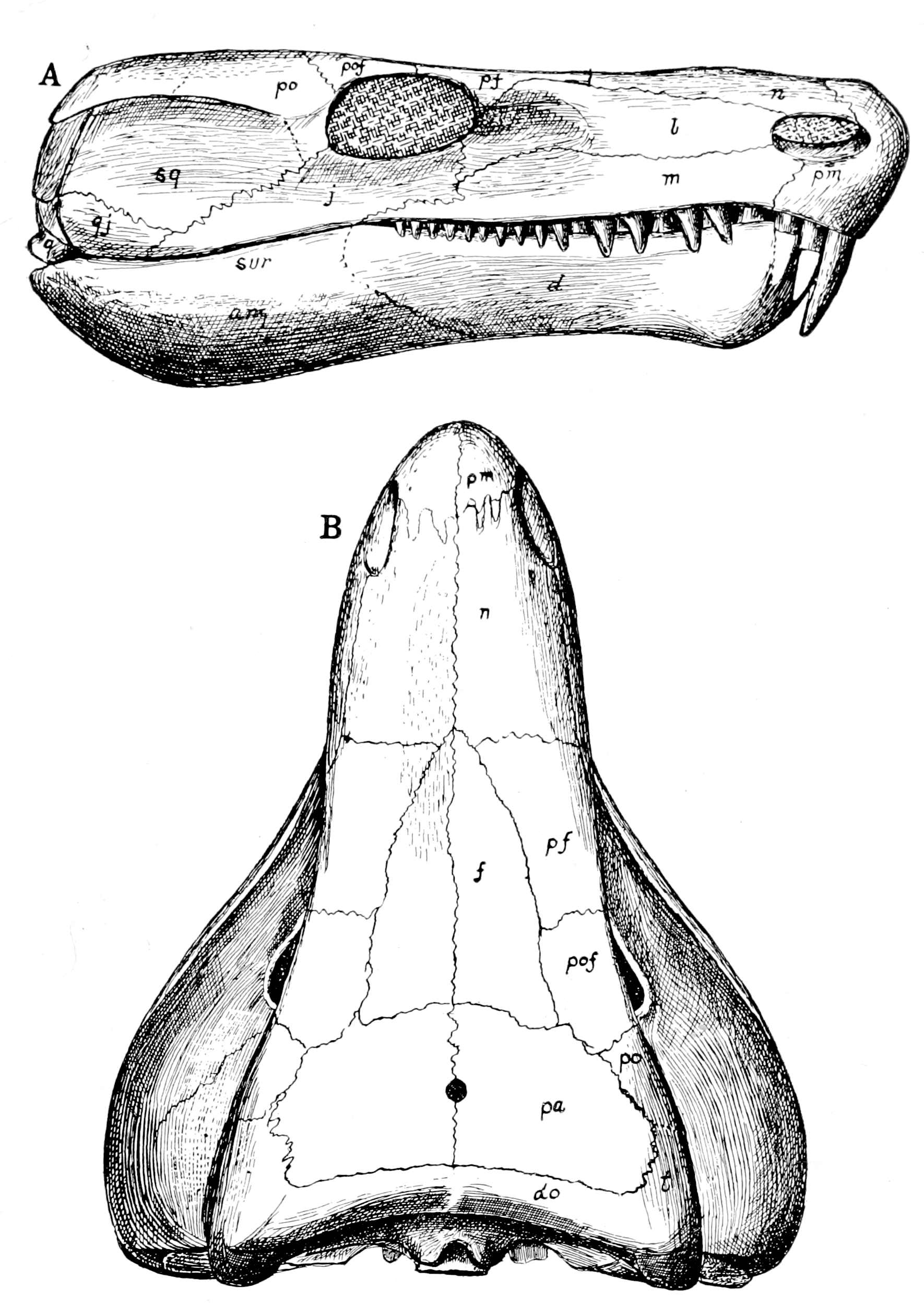
De schedel

Limnoscelis heeft een relatief langwerpige schedel, met een smalle snuit en een breder achterste gebied. Zijn tanden zijn conisch en labyrinthodont, met geplooid glazuur en dentine. Limnoscelis heeft bijzonder goed ontwikkelde voortanden, met een piek in grootte in de voorste bovenkaak, vergelijkbaar met de plaatsing van de hoektand van veel afgeleide synapsiden. Deze tandmorfologie is gebruikt om te concluderen dat Limnoscelis een carnivoor was. De onderkaak van Limnoscelis is goed gebouwd, met grote uitsteeksels voor de aanhechting van de kaakspieren, wat aangeeft dat hij een krachtige beet had. Naast de premaxillaire, maxillaire en dentaire tanden, heeft Limnoscelis extra palatinale tanden op dwarse richels van de pterygoïde. Deze richels bestonden uit een voorste rij kleinere stompe tandjes en een achterste rij grotere tanden, zonder labyrinthodonte instulping. De pterygoïde van Limnoscelis is gearticuleerd met de basisphenoïde. Het achterhoofd van Limnoscelis is relatief vlak, vergelijkbaar met dat van sommige basale synapsiden. Limnoscelis heeft een enkele occipitale condylus en een anapside schedelvensterpatroon, dus zonder slaapvensters. Het supratemporale van Limnoscelis is echter naar achteren en beneden verschoven, waardoor een 'zwaktelijn' is ontstaan tussen het supratemporale, postorbitale en squamosum. Deze zwaktelijn is voorgesteld als een voorloper van het synapside onderste slaapvenster, hoewel deze hypothese is betwist.

### Wervelkolom
Limnoscelis heeft zesentwintig presacrale wervels. Deze wervels hebben gezwollen wervelbogen, en 'amfibische' notochordale centra. De wervels van Limnoscelis zijn meestal langer dan breed, maar variëren in grootte en vorm door de wervelkolom heen, samen met de hoogte van de wervelbogen. Limnoscelis heeft een meerdelig atlas- en draaiercomplex, met een onderste voorste uitsteeksel van het intercentrum van de draaier dat articuleert met het intercentrum van de atlas. Limnoscelis heeft ribben met één kop, hoewel ze mogelijk kraakbeenkappen hadden om de doorgang van de wervelslagader tussen het capitulum en het tuberculum van elke rib mogelijk te maken. Limnoscelis heeft twee sacrale wervels, een toestand die wordt gedeeld met de amnioten, hoewel de tweede sacrale wervel is gereduceerd in vergelijking met de eerste.

### Ledematen

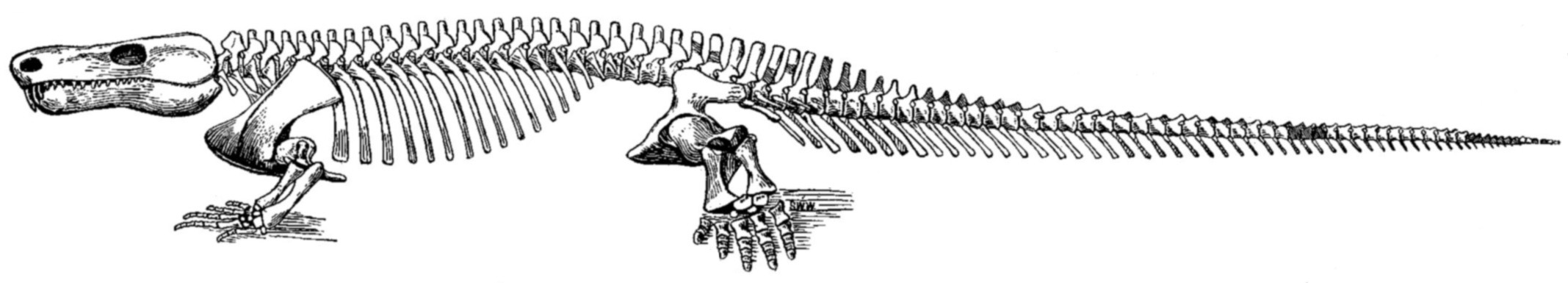
Diagram van het holotype

De schoudergordel van Limnoscelis bestaat uit een enkele centrale interclavicula, met gepaarde sleutelbeenderen, scapulocoracoïden en cleithra aan de rechter- en linkerkant. Het cleithrum is klein en mogelijk rudimentair, wat wijst op verdere ossificatie van de scapulocoracoïde. Limnoscelis kan ook kraakbeenachtige verlengingen hebben gehad boven de scapolocoracoïde, ter compensatie van deze vermindering in omvang. De scapulocoracoïde van Limnoscelis heeft twee gefuseerde coracoïde elementen, die hij deelt met een aantal basale amnioten, maar die Limnoscelis onderscheidt van zijn medediadectomorfen (die slechts één coracoïde hebben). Het darmbeen bezit een iliacale beenplaat, een lage richel die zich horizontaal over het bovenste darmbeen uitstrekt, een synapomorfie van de Diadectomorpha.  

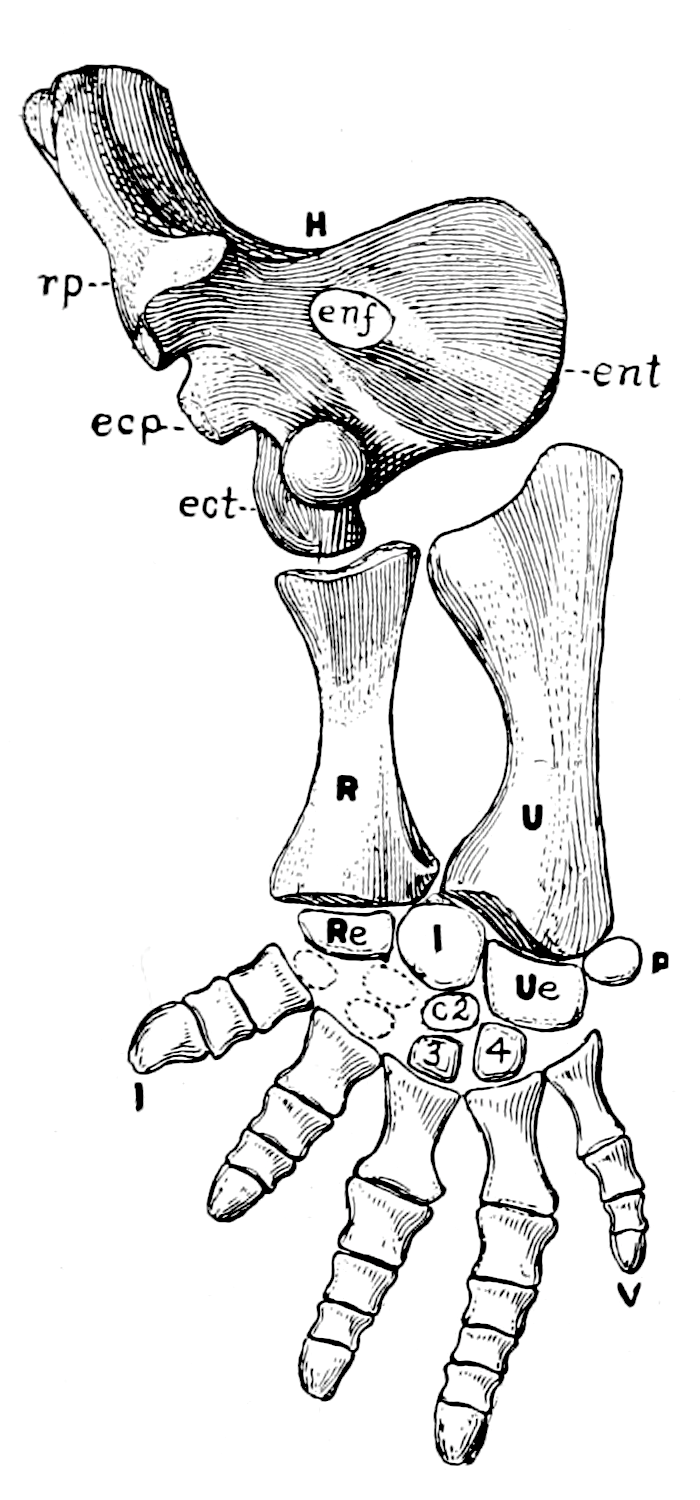
De linkerarm

De voor- en achterpoten zijn kort en robuust, waardoor het dier een lage, uitgestrekte houding kreeg. Het heeft een kootjesformule van 2-3-4-5-3 voor de hand, en een formule van 2-3-4-5-4 voor de voet, die het deelt met basale amnioten. Oorspronkelijk werd gedacht dat Limnoscelis twee proximale tarsalia bezat, bestaande uit het fibulare en een preaxiaal element bestaande uit een gefuseerd tibiale en intermedium. 

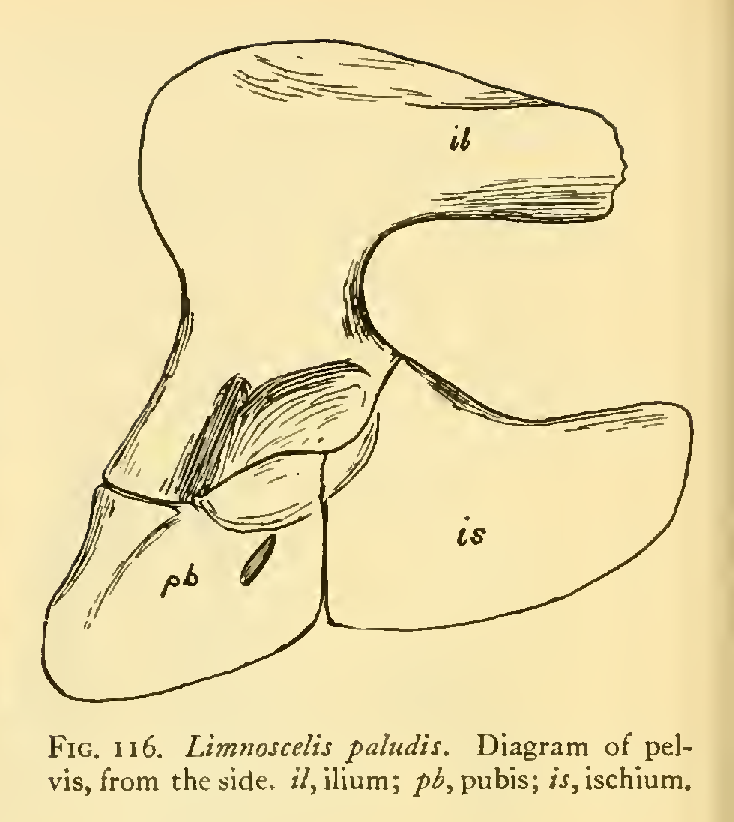
Het bekken

Latere analyses hebben deze beoordeling echter in twijfel getrokken, in plaats daarvan wordt voorgesteld dat de twee bewaarde proximale tarsalia het fibulare en het intermedium zijn, en dat Limnoscelis samen met deze elementen een niet-gefuseerd tibiale bezat. De afwezigheid van het tibiale wordt toegeschreven aan ofwel een slechte preservering (mogelijk als gevolg van kraakbeenachtigheid), of aan een verschuiving en verkeerde identificatie als een van de distale tarsalia. Dit verschilt van andere diadectomorfen in de familie Diadectidae, die een sprongbeen bezaten, bestaande uit een gefuseerd tibiale, intermedium en proximale centrale, vergelijkbaar (en mogelijk homoloog) met het sprongbeen of talusbot gevonden bij amnioten.

### Verschillen tussenLimnoscelis dynatisenLimnoscelis paludis
Een aantal kenmerken onderscheiden Limnoscelis dynatis van de typesoort Limnoscelis paludis. Men denkt dat Limnoscelis dynatis de kleinste van de twee geslachten is, naar schatting ongeveer twintig procent korter dan Limnoscelis paludis. De premaxilla verschilt aanzienlijk tussen de soorten. Terwijl de premaxilla van Limnoscelis paludis relatief groot was en de gehele externe neusholte omsloot, was de premaxilla van Limnoscelis dynatis aanzienlijk kleiner, waarbij de ventrale rand van de externe neusholte in plaats daarvan werd gevormd door het bovenkaaksbeen. Limnoscelis dynatis had kleinere tanden, maar had er meer dan Limnoscelis paludis. De rand van de pterygoïde richel van Limnoscelis dynatis was smal vergeleken met Limnoscelis paludis, met kleinere tanden en denticula. Het supraoccipitale van Limnoscelis paludis bestond uit een enkel element, terwijl het bestond uit twee gepaarde elementen bij Limnoscelis dynatis. De scapulocoracoïde van Limnoscelis dynatis was korter en breder dan die van Limnoscelis paludis, maar ook dunner en minder bol. Evenzo was het darmbeen van Limnoscelis dynatis ook korter en breder dan dat van Limnoscelis paludis. De botten van de proximale ledematen (opperarmbeen en dijbeen) van Limnoscelis dynatis waren korter in verhouding tot de lichaamsgrootte in vergelijking met die van Limnoscelis paludis, terwijl de botelementen van de distale ledematen (spaakbeen, ellepijp, scheenbeen en kuitbeen) langer waren. Veel van deze kenmerken lijken meer afgeleid bij Limnoscelis paludis, waardoor sommigen het als de meer afgeleide van de twee soorten beschouwen.

## Fylogenie
In zijn vroegste beschrijvingen werd Limnoscelis geïdentificeerd als een vroeg reptiel, waarvan gedacht werd dat het nauw verwant was aan de Captorhinidae of Pareiasauridae op basis van zijn platte achterhoofd, evenals zijn grote bovenste voortanden en brede parareptielachtige wervelbogen. Williston merkte echter genoeg verschillen op met deze groepen om Limnoscelis te plaatsen in zijn eigen onderfamilie, de Limnoscelinae, die later als zijn eigen familie Limnoscelidae zou worden opgericht. Limnoscelidae omvatten ooit de geslachten Limnosceloides, Limnoscelops en Limnostygis, maar de familie is momenteel monogeneriek en bevat alleen Limnoscelis.

### Verwantschap met de Diadectomorpha
Deze vroege beschrijvingen plaatsten Limnoscelis als een lid van de parafyletische groep Captorhinomorpha binnen Cotylosauria, naast de clades Diadectomorpha en Seymouriamorpha. Deze vroege auteurs merkten echter ook veel overeenkomsten op tussen Limnoscelis en de diadectide Diadectes, waaronder in de botten van de oogkasrand, de aanwezigheid van een glenoïde foramen op het schouderblad en overeenkomende schouder- en bekkengordels. Er werden ook verschillen opgemerkt, waaronder het hebben van een enkele continue ribarticulatie in plaats van tweekoppige ribben, de conische tanden en het carnivore dieet, het ontbreken van een gefuseerd sprongbeen, en de aanwezigheid van twee samengesmolten coracoïde elementen in plaats van een enkel element in de coracoïde plaat. Ondanks deze verschillen, zouden de overeenkomsten met Diadectes uiteindelijk worden gebruikt om Limnoscelis op zijn huidige taxonomische positie te plaatsen als een diadectomorf, met Limnoscelidae opgericht als een familie binnen de orde Diadectomorpha naast de familie Diadectidae en het geslacht Tseajaia van de monogenerieke familie Tseajaiidae. Deze monofyletische groepering van Diadectomorpha wordt ondersteund door de voorste uitsteeksels van de atlas- en draaierintercentra, en de aanwezigheid van een externe iliacale plaat, kenmerken die worden gedeeld door alle diadectomorfen. Binnen de Diadectomorpha wordt Limnoscelis vaak gevonden als de zustersoort van Diadectidae en Tseajaia, waarbij de latere claden een monofyletische groep vormen in veel cladistische analyses.

Het onderstaande cladogram toont de volgorde van Diadectomorpha, gewijzigd door Heaton (1980).
|  | Limnoscelis                                              |
|  |                                                          |
|  | \| \| Tseajaia \| \| \| \| \| \| Diadectidae \| \| \| \| |
|  |                                                          |
|  | Tseajaia                                                 |
|  |                                                          |
|  | Diadectidae                                              |
|  |                                                          |

|  | Tseajaia    |
|  |             |
|  | Diadectidae |
|  |             |

|  | Limnoscelis                                              |
|  |                                                          |
|  | \| \| Tseajaia \| \| \| \| \| \| Diadectidae \| \| \| \| |
|  |                                                          |
|  | Tseajaia                                                 |
|  |                                                          |
|  | Diadectidae                                              |
|  |                                                          |

|  | Tseajaia    |
|  |             |
|  | Diadectidae |
|  |             |

### Verwantschap met Amniota en Synapsida

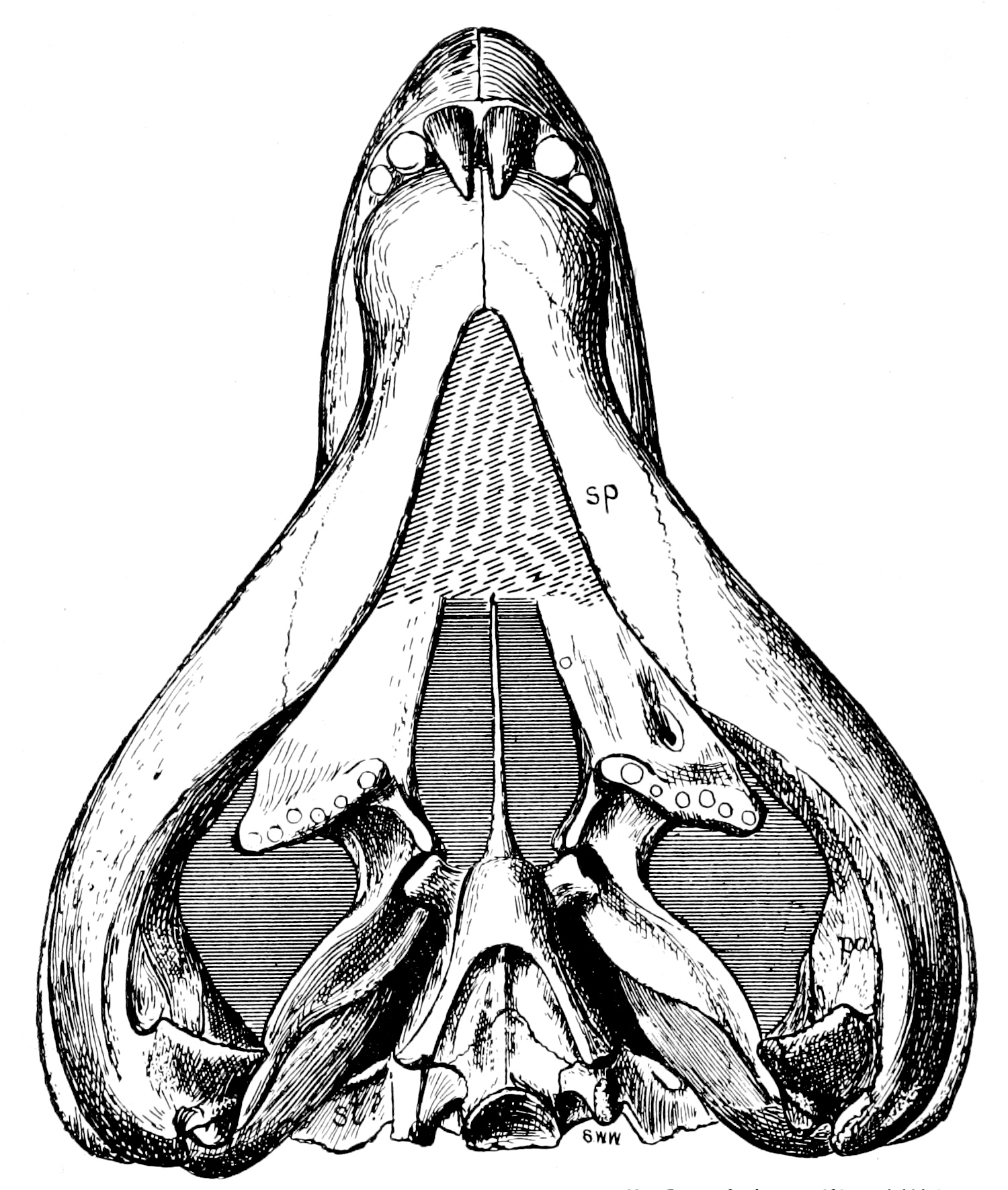
De overeenkomsten met de Amniota bevinden zich voornamelijk in de schedel

Vanwege zijn sterk gegeneraliseerde postcraniale morfologie, is lang gedacht dat Limnoscelis in bouw overeenkwam met een hypothetische voorouder van alle amnioten, hoewel zijn voorkomen te recent is om deze voorouder zelf te zijn. Limnoscelis bezat in de schedel verschillende homologieën met 'reptielen', waaronder de sluiting van de otische inkeping aan de achterrand van de schedel en de ontwikkeling van een pterygoïde richel op het verhemelte, met behoud van een gegeneraliseerde amfibie-achtige postcraniale morfologie. Verder werd opgemerkt dat Limnoscelis veel kenmerken deelde met vroege Pelycosauriërs zoals Ophiacodon, met name in zijn postcraniale skelet. Anderen waren het daar niet mee eens en noemden verschillen in het postorbitale en voerden aan dat een hypothetische voorouder van alle amnioten klein genoeg zou moeten zijn om het amniote ei efficiënt aan te maken, waarbij Limnoscelis te groot was om deze voorouder te zijn geweest. De verwantschap tussen Limnoscelis en de amnioten werd later verder beargumenteerd, wijzend op verschillende kenmerken van de schedel van Limnoscelis die suggereren dat het niet alleen representatief zou kunnen zijn voor de voorouder van alle amnioten, maar ook representatief voor de presynapside toestand. Deze omvatten een groot supratemporaal bot dat vooraan contact maakt met het postorbitale, en een zwaktelijn tussen de postorbitale, supratemporale en squamosale botten die zich uiteindelijk zouden kunnen ontwikkelen tot de tijdelijke fenestra van synapsiden. Verschillende auteurs pleitten echter tegen de geldigheid van deze kenmerken.
Ook veel recente studies hebben zich gericht op de plaatsing van Limnoscelis en de Diadectomorpha ten opzichte van de Amniota en Synapsida. Heaton classificeerde oorspronkelijk de diadectomorfen als amfibieën, buiten de zustergroep van de Amniota. Latere studies hebben echter gepleit voor een nauwe verwantschap tussen diadectomorfen en synapsiden, met veel cladistische analyses die ze als zustertaxa plaatsen. Deze groepering is gebaseerd op een verscheidenheid aan gedeelde kenmerken, waaronder het bezit van een otische trog, met vergelijkbare atlas-draaier-complexen, het bezit van kleine posttemporale fenestrae, het bezit van een klein pariëtaal foramen, de structuur en positie van de septomaxillae, en het bezit van een hoog, breed en plat darmbeen. Meest recentelijk steunde een studie van de morfologie van het binnenoor van diadectomorfen met behulp van röntgenmicrocomputertomografie door Klembara et alii ook de nauwe verwantschappen tussen diadectomorfen en synapsiden. Als deze verwantschap werkelijk bestaat, zouden alle diadectomorfen, inclusief Limnoscelis, amnioten zijn. De plaatsing van Limnoscelis en andere diadectomorfen binnen Amniota wordt ondersteund door andere gedeelde kenmerken, waaronder het verlies van het intertemporale bot, afwezigheid van de inkeping van de slaap, aanwezigheid van een verbeend supraoccipitale, gedeelde structuur van de hand en voet, en het bezit van een laag geplaatst, zijwaarts gericht paroccipitaal uitsteeksel. Terwijl Limnoscelis zelf geen sprongbeen heeft, is dit kenmerk aanwezig in de Diadectidae, wat een aanvullend bewijs zou kunnen zijn dat de Diadectomorpha met de amnioten verenigd zijn. Dit kan echter ook het gevolg zijn van convergente evolutie. Andere studies twijfelen aan de betrouwbaarheid van de kenmerken die de Diadectomorpha verbinden met de Synapsida, in plaats daarvan terugkerend naar Heatons oorspronkelijke plaatsing van de Diadectomorpha buiten Amniota, met de twee overgebleven claden als zustertaxa. Sommigen beweren ook dat Amniota moet worden gedefinieerd door het gebruik van vruchtwater, en dat er weinig bewijs is met betrekking tot het mogelijke gebruik van deze reproductieve strategie door Limnoscelis, waardoor het moeilijk is om de plaatsing ervan ten opzichte van de amnioten te bepalen.
Het onderstaande cladogram, aangepast van Laurin en Reisz (1995), toont Limnoscelis en de Diadectomorpha als zusterklade van Amniota, in overeenstemming met de oorspronkelijke plaatsing van Heaton (1980).
|  | Limnoscelis                                              |
|  |                                                          |
|  | \| \| Tseajaia \| \| \| \| \| \| Diadectidae \| \| \| \| |
|  |                                                          |
|  | Tseajaia                                                 |
|  |                                                          |
|  | Diadectidae                                              |
|  |                                                          |

|  | Tseajaia    |
|  |             |
|  | Diadectidae |
|  |             |

|  | Synapsida  |
|  |            |
|  | Sauropsida |
|  |            |

|  | Limnoscelis                                              |
|  |                                                          |
|  | \| \| Tseajaia \| \| \| \| \| \| Diadectidae \| \| \| \| |
|  |                                                          |
|  | Tseajaia                                                 |
|  |                                                          |
|  | Diadectidae                                              |
|  |                                                          |

|  | Tseajaia    |
|  |             |
|  | Diadectidae |
|  |             |

|  | Synapsida  |
|  |            |
|  | Sauropsida |
|  |            |

|  | Limnoscelis                                              |
|  |                                                          |
|  | \| \| Tseajaia \| \| \| \| \| \| Diadectidae \| \| \| \| |
|  |                                                          |
|  | Tseajaia                                                 |
|  |                                                          |
|  | Diadectidae                                              |
|  |                                                          |

|  | Tseajaia    |
|  |             |
|  | Diadectidae |
|  |             |

|  | Synapsida  |
|  |            |
|  | Sauropsida |
|  |            |

|  | Limnoscelis                                              |
|  |                                                          |
|  | \| \| Tseajaia \| \| \| \| \| \| Diadectidae \| \| \| \| |
|  |                                                          |
|  | Tseajaia                                                 |
|  |                                                          |
|  | Diadectidae                                              |
|  |                                                          |

|  | Tseajaia    |
|  |             |
|  | Diadectidae |
|  |             |

|  | Synapsida  |
|  |            |
|  | Sauropsida |
|  |            |

Het onderstaande cladogram, gewijzigd naar Berman et alii (1992), die de alternatieve hypothese afbeeldt die Limnoscelis en Diadectomorpha als zustertaxon van Synapsida binnen Amniota plaatst.
|  | Limnoscelis                                              |
|  |                                                          |
|  | \| \| Tseajaia \| \| \| \| \| \| Diadectidae \| \| \| \| |
|  |                                                          |
|  | Tseajaia                                                 |
|  |                                                          |
|  | Diadectidae                                              |
|  |                                                          |

|  | Tseajaia    |
|  |             |
|  | Diadectidae |
|  |             |

|  | Limnoscelis                                              |
|  |                                                          |
|  | \| \| Tseajaia \| \| \| \| \| \| Diadectidae \| \| \| \| |
|  |                                                          |
|  | Tseajaia                                                 |
|  |                                                          |
|  | Diadectidae                                              |
|  |                                                          |

|  | Tseajaia    |
|  |             |
|  | Diadectidae |
|  |             |

|  | Limnoscelis                                              |
|  |                                                          |
|  | \| \| Tseajaia \| \| \| \| \| \| Diadectidae \| \| \| \| |
|  |                                                          |
|  | Tseajaia                                                 |
|  |                                                          |
|  | Diadectidae                                              |
|  |                                                          |

|  | Tseajaia    |
|  |             |
|  | Diadectidae |
|  |             |

|  | Limnoscelis                                              |
|  |                                                          |
|  | \| \| Tseajaia \| \| \| \| \| \| Diadectidae \| \| \| \| |
|  |                                                          |
|  | Tseajaia                                                 |
|  |                                                          |
|  | Diadectidae                                              |
|  |                                                          |

|  | Tseajaia    |
|  |             |
|  | Diadectidae |
|  |             |

|  | Limnoscelis                                              |
|  |                                                          |
|  | \| \| Tseajaia \| \| \| \| \| \| Diadectidae \| \| \| \| |
|  |                                                          |
|  | Tseajaia                                                 |
|  |                                                          |
|  | Diadectidae                                              |
|  |                                                          |

|  | Tseajaia    |
|  |             |
|  | Diadectidae |
|  |             |

|  | Limnoscelis                                              |
|  |                                                          |
|  | \| \| Tseajaia \| \| \| \| \| \| Diadectidae \| \| \| \| |
|  |                                                          |
|  | Tseajaia                                                 |
|  |                                                          |
|  | Diadectidae                                              |
|  |                                                          |

|  | Tseajaia    |
|  |             |
|  | Diadectidae |
|  |             |

|  | Limnoscelis                                              |
|  |                                                          |
|  | \| \| Tseajaia \| \| \| \| \| \| Diadectidae \| \| \| \| |
|  |                                                          |
|  | Tseajaia                                                 |
|  |                                                          |
|  | Diadectidae                                              |
|  |                                                          |

|  | Tseajaia    |
|  |             |
|  | Diadectidae |
|  |             |

|  | Limnoscelis                                              |
|  |                                                          |
|  | \| \| Tseajaia \| \| \| \| \| \| Diadectidae \| \| \| \| |
|  |                                                          |
|  | Tseajaia                                                 |
|  |                                                          |
|  | Diadectidae                                              |
|  |                                                          |

|  | Tseajaia    |
|  |             |
|  | Diadectidae |
|  |             |

## Paleobiologie
In zijn vroegste beschrijvingen door Williston, werd Limnoscelis gekenmerkt als een langzaam maar niettemin krachtig dier. Slechte ossificatie van de schedel, samen met zijn korte ledematen en afgeplatte staart, suggereert dat het waarschijnlijk een aquatische of semi-aquatische levensstijl had. Williston veronderstelde dat Limnoscelis het water zou hebben gebruikt om zich te verbergen voor roofdieren, of om voedsel te zoeken. Alfred Sherwood Romer suggereerde dat dit een behoud zou kunnen zijn van een voorouderlijke semi-aquatische levensstijl die bij amfibieën werd gevonden, die ook in sommige vroege pelycosauriërs zou kunnen zijn bewaard. Andere studies hebben echter een significant meer bodembewonende levensstijl voor Limnoscelis gesuggereerd, gebaseerd op relatief goed verbeende delen van zijn post-craniale skelet.
Ondanks zijn lange kegelvormige tanden die wijzen op een carnivoor dieet, betwijfelde Williston of Limnoscelis een roofdier zou kunnen zijn, omdat hij geloofde dat zijn korte, robuuste ledematen het te traag maakten om een prooi te achtervolgen. In plaats daarvan veronderstelde hij dat Limnoscelis misschien ongewervelde dieren had gegeten. Romer voerde echter aan dat Limnoscelis een succesvol semi-aquatisch roofdier had kunnen zijn, waarbij hij zijn anatomie vergeleek met die van bekende aquatische roofdieren zoals krokodilachtigen en phytosauriërs. Verschillende latere analyses zijn het eens met de redenering van Romer, en de meeste studies zijn het erover eens dat Limnoscelis hoogstwaarschijnlijk een roofzuchtige levensstijl had. Dit verschilt aanzienlijk van de meeste andere diadectomorfen, met name de familie Diadectidae, die herbivoor waren.

## Paleo-ecologie

### Limnoscelis paludis

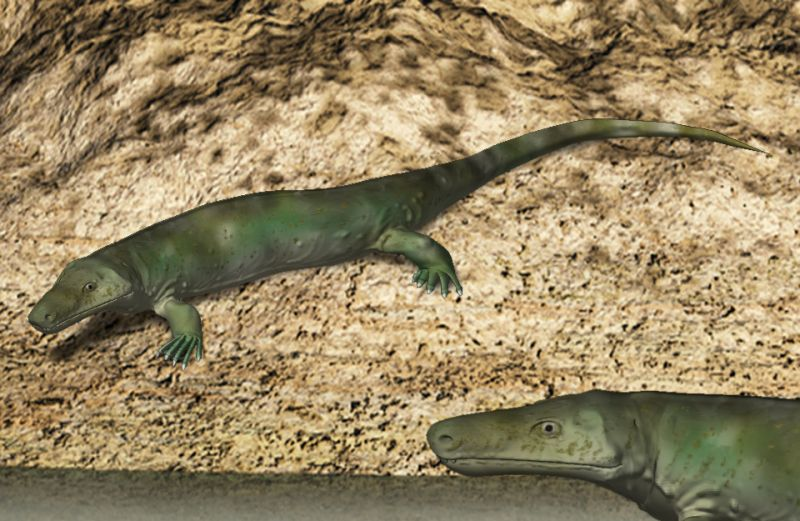
L. paludis leefde vermoedelijk ten dele op het land

Limnoscelis paludis is endemisch in de El Cobre Canyon-bedden van de Cutler-formatie, New Mexico. Deze vindplaats werd oorspronkelijk beschouwd als Vroeg-Perm, hoewel latere studies concludeerden dat de lagere bedden van de formatie eigenlijk van het Laat-Carboon waren op basis van biostratigrafie met behulp van de brachiopode Anthracospirifer rockymontanus. Limnoscelis paludis werd gevonden in deze lagere bedden, wat suggereert dat het mogelijk beperkt was tot een vergelijkbare ouderdom. Echter, de datering van deze lagere bedden in het Laat-Pennsylvanien werd aanvankelijk twijfelachtig bevonden op basis van inconsistenties met de stratigrafische plaatsing van de fossielen die voor biostratigrafie werden gebruikt. Een Vroeg-Perm-tijdperk viel opnieuw in de gunst, gebaseerd op faunale overeenkomsten met de Arroyo del Agua-bedden van de Cutlerformatie. Latere studies bevestigden echter opnieuw een Laat-Pennsylvanien-ouderdom op basis van biostratigrafie met behulp van verschillende nieuwe sporenfossielen, waarbij Limnoscelis paludis tot deze Laat-Pennsylvanische verzameling behoort. Men denkt dat de El Cobre Canyon-formatie een alluviaal vlak vertegenwoordigt, met een meanderende rivier met één kanaal in een semi-aride omgeving, als een van de vroegste voorkomens van een terrestrische fauna. Omdat het semi-aquatisch is, zou Limnoscelis paludis deze rivier waarschijnlijk hebben bewoond. Men denkt dat de rivier seizoensgebonden is overstroomd door regens, en mogelijk volledig is opgedroogd tussen de regenseizoenen en nieuwe kanalen heeft gevormd op jaarlijkse tot halfjaarlijkse basis. Om het hoofd te bieden aan de droge perioden tussen de seizoensgebonden regens, is voorgesteld dat Limnoscelis tijdens deze perioden zou kunnen hebben geëstiveerd ('overzomerd'), waarbij de nauwe stratigrafische associatie van de oorspronkelijke exemplaren die door Baldwin zijn gevonden, mogelijk bewijs is van een gemeenschappelijk estivatiehol.
De habitat van Limnoscelis paludis zou waarschijnlijk zijn gedomineerd door pelycosauriërs en andere basale synapsiden, waaronder Sphenacodon ferox, Ophiacodon mirus, Ophiacodon navajovicus, Clepsydrops vinslovii, Aerosaurus greenleeorum en Edaphosaurus novomexicanus. Limnoscelis paludis leefde waarschijnlijk ook samen met andere diadectomorfen, waaronder Diadectes lentus, Diasparactus zenos en Desmatodon hollandi. Ze deelden het landschap met verschillende amfibieën, waaronder Seymouria sanjuanensis en de temnospondylen Eryops grandis, Platyhystrix rugosus, Aspidosaurus novomexicanus en Chenoprosopus milleri. Williston merkte een gebrek aan vis- en haaienfossielen in de vindplaats op, ter ondersteuning van de reconstructie van de vindplaats als een terrestrische, semi-aride, seizoensgebonden overstromingsvlakte. Het is echter mogelijk dat de faunale verzameling in El Cobre Canyon twee horizonten vertegenwoordigt, met soorten als Limnoscelis paludis en Desmatodon hollandi die de lagere (Laat-Carboon) verzameling bewoonden, en andere soorten, waaronder Edaphosaurus novomexicanus, Platyhystrix rugosus, Sphenacodon ferox, Aspidanusosaurus novomexic en Ophiacodon navajovicus die de bovenste (Vroeg-Perm) verzameling bewoonden.

### Limnoscelis dynatis
Limnoscelis dynatis is bekend van de Sangre de Cristo-formatie in Colorado, waarvan wordt gedacht dat het stratigrafisch gelijk is aan de Cutler-formatie en dateert uit het vergelijkbare Laat-Pennsylvanien. Fossielen van Limnoscelis dynatis zijn gevonden naast de synapsiden Edaphosaurus raymondi, en Xyrospondylus ecordi, de diadectide Desmatodon hesperis, de aïstopode Coloraderpeton brilli, de microsauriër Trihecaton howardbians en labyrinthodonte 'amfibieën'. De aanwezigheid van paleoniscoïde vissen en een xenacanthe haai wijzen op de aanwezigheid van water, waarbij de locatie mogelijk een hoefijzermeer voorstelt, een afgesneden oude rivierbocht.